# Pierre van der Linden
Pierre van der Linden nacido el 19 de febrero de 1946 en Países Bajos, es un baterista de jazz.
En los '60 tocó con el conocido guitarrista Jan Akkerman en bandas como "Friendship Quartet", "Johnny and the Cellar Rockers", "The Hunters" y "Brainbox", así como en otros grupos holandeses como "After Tea", "Tee Set" y "ZZ and the Maskers". A fines de la década de 1970 se volvió a unir a Jan Akkerman en "Focus", la banda de rock progresivo que lo llevó a la fama. Su trabajo en batería destaca en la obra de proto-metal "Hocus Pocus" la cual se convirtió, en los '70, en lo que "Wipe Out" había sido en los '60 en los Estados Unidos en cuanto a radiodifusión. Insatisfecho con el cambio de dirección de la banda hacia sonidos más comerciales, dejó Focus en octubre de 1973 para unirse rápidamente a Trace, un supergrupo holandés dirigido por el teclista clásico Rick van der Linden (un primo segundo) y el bajista Jaap van Eyck.

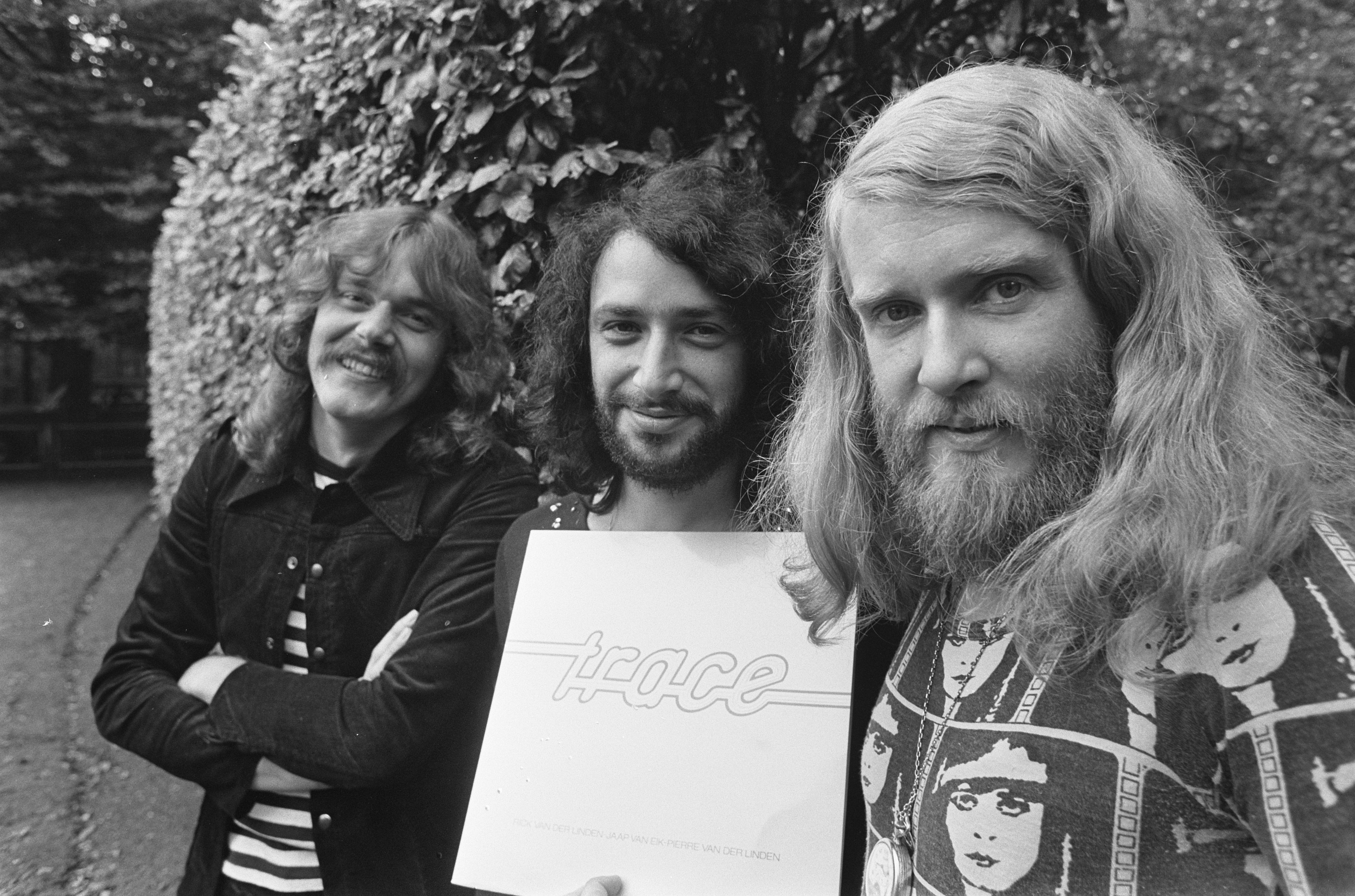
Jaap van Eyck y Pierre y Rick van der Linden (Trace en 1974).

Cuando su sucesor en Focus, Colin Allen dejó la banda, Pierre retornó cortamente al grupo en 1975 para algunos conciertos y un sencillo, "Glider", que fue luego lanzado en el LP "Ship of Memories". Más tarde grabó con Jan Akkerman en el álbum de Jan "Eli" en 1976, y "Floatin'" en 1977. También grabó con el teclista de Jazz Jasper van't Hof y con la banda Sweet'd Buster's "Out of the Blue" en 1980. En los '90 grabó y tocó en vivo con Advance Warning, un grupo de free jazz y en 2004 se volvió a unir al teclista/flautista Thijs van Leer en Focus, y con él continuó grabando y brindando conciertos alrededor del mundo.